# Alianza militar franco-polaca (1921)

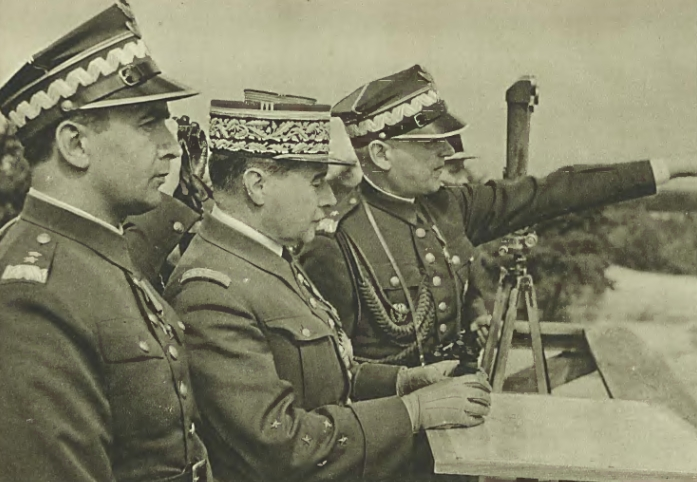
Ministro de Asuntos Militares y General de División Tadeusz Kasprzycki (izquierda), Jefe de Estado Mayor del Ejército Francés, General Maurice Gamelin (en el centro) y general para el trabajo en la Inspección General de las Fuerzas Armadas, con sede en Toruń el general de brigada Władysław Bortnowski en ejercicios en el campo de entrenamiento en Rembertów

La alianza militar franco-polaca fue un acuerdo entre la Segunda República Polaca y la Tercera República Francesa durante el período de entreguerras, y parte fundamental de la política exterior francesa de la época. Fue, junto a la alianza franco-británica la base de los Aliados en la Segunda Guerra Mundial.

## Antecedentes
Producto de sus malas relaciones con los Habsburgo, los franceses buscaron aliados ubicados a la retaguardia de estos, empezando a cortejar a los polacos. El rey Juan III Sobieski tenía la intención de apoyar a Francia para atacar el Archiducado de Austria, pero la invasión del Imperio otomano contra Viena le hizo ayudar a los Habsburgo. Tras la unificación alemana y la independencia polaca, Varsovia y París volvieron a unirse contra un enemigo común.

## Alianza
Durante la guerra polaco-soviética los franceses fueron el principal apoyo de los polacos, enviando una misión militar para ayudarlos. A inicios de febrero, los mandatarios de ambos países (Józef Piłsudski y Alexandre Millerand) discutieron acuerdos de tipo económico, político y militar.
La alianza política se firmó el 19 de febrero de 1921 entre el canciller polaco Eustachy Sapieha y su homólogo francés Aristide Briand, durante las negociaciones que llevaron a la Paz de Riga. Acordaban una política exterior común, promover los contactos económicos bilaterales, consultarse por nuevas alianzas en Europa Central y Oriental y socorro mutuo si alguno sufría un ataque no provocado. Dos días después firmaban un acuerdo militar secreto para mantener a raya a la República de Weimar y la Unión Soviética. El acuerdo fue ratificado cuando se firmó el acuerdo económico el 2 de agosto de 1923. 
Dos años después se vio ampliado con los Tratados de Locarno, quedando vinculados ambos países en alianza con Checoslovaquia para disuadir a los alemanes de intentar recuperar territorios. Sin embargo, esta alianza jamás entró en plenitud ya que los checoslovacos jamás se aliaron formalmente con los polacos para no tomar partido en las disputas territoriales germano-polacas. Así, los franceses se negaron a apoyar el desarrollo de la industria polaca o el ejército checoslovaco ni aumentar sus tratados comerciales.
La alianza franco-polaca se mantuvo inactiva hasta que se hizo obvio el rearme de la Alemania Nazi, buscando llegar a un nuevo acuerdo de cooperación militar. Este se firmaba el 19 de mayo de 1939 en París, por los generales Tadeusz Kasprzycki y Maurice Gamelin. Fue ratificado por el gobierno francés el 3 de septiembre, después de la invasión alemana de Polonia.